# 鍋島テツヒロ
鍋島 テツヒロ（なべしま テツヒロ、1986年2月3日 - ）は、日本のイラストレーター。山口県出身。
図鑑を見ながら自動車や昆虫を模写する少年時代を過ごす。イラストレーターとなった動機は「一番はやく原稿が読めるんじゃないか」と考えたから、とファミ通文庫編集部のインタビューに答えている。

## 作品

### 挿絵
50音順で表記。
- アネモイと。シリーズ（一迅社文庫、著者：朱門優）
- あまがみエメンタール（一迅社文庫、著者：瑞智士記）
- 犬とハサミは使いよう（ファミ通文庫、著者：更伊俊介）
- 妹はラノベの女神ちゃん（スマッシュ文庫、著者：酒井直行）
- 引退魔王は悠々自適に暮らしたい 辺境で平穏な日々を送っていたら、女勇者が追ってきた（HJノベルス、著者：山川海）
- 生まれた直後に捨てられたけど、前世が大賢者だったので余裕で生きてます（アース・スターノベル、著者：九頭七尾）
- 英雄失格（ファミ通文庫、著者：更伊俊介）
- エルフ・インフレーション（ヒーロー文庫、著者：細川晃）
- 俺の家が魔力スポットだった件（ダッシュエックス文庫、著者：あまうい白一）
- 回帰した悪逆皇女は黒歴史を塗り替える（エンターブレイン、著者：緋色の雨）
- 片田舎のおっさん、剣聖になる 〜ただの田舎の剣術師範だったのに、大成した弟子たちが俺を放ってくれない件〜（SQEXノベル、著者：佐賀崎しげる）
- 金欠の高校生がバフェットから「お金持ちになる方法」を学んだら（PHP研究所、著者：菅野隆宏）
- 彼と彼女の不都合な真実（講談社ラノベ文庫、著者：南篠豊）
- 境界迷宮と異界の魔術師（オーバーラップノベルス、著：小野崎えいじ）
- 金欠の高校生がバフェットから「お金持ちになる方法」を学んだら（PHP研究所、著者：菅野隆宏）
- クリミナル・ワールドオーダー（桜ノ杜ぶんこ、著者：福沢文緒）
- 黒鎖姫のフローリカ（富士見ファンタジア文庫、著者：坂照鉄平）
- 幻想症候群（一迅社文庫、著者：西村悠）
- 高校生魔王の決断（ガガガ文庫、著者：水口敬文）
- ご近所の殴りクレリック 戦鬼ウルスラの後悔（電撃文庫、著者：奇水）
- 婚約破棄から始まる悪役令嬢の監獄スローライフ（エンターブレイン、著者：山崎響）
- 最弱の弟子（ヒーロー文庫、著者：高崎三吉）
- サモナーさんが行く（オーバーラップノベルス、著者：ロッド）※8巻以降
- 地獄の業火で焼かれ続けた少年。最強の炎使いとなって復活する。（Kラノベブックス、著者：さとう）
- 駿英血統 神馬を継ぐ者（NOVEL 0、著者：田尾典丈）
- 少年給魔師と恋する乙女（GA文庫、著者：御子神零）
- 処刑大隊は死なせない 〜帝国が崩壊しても俺たちは生き残りたい〜（ファミ通文庫、著者：漂月）
- スクール・デモクラシー!（講談社ラノベ文庫、著者：吉村夜）
- 転生したら没落貴族だったので、【呪言】を極めて家族を救います（novelスピラ、著者：メソポ・たみあ、キャラクター原案：アマセケイ）
- 倒錯クロスファイト（メガミ文庫、著者：内田俊）
- 髭と猫耳（星海社FICTIONS、著者：周藤蓮）
- 108回殺された悪役令嬢 すべてを思い出したので、乙女はルビーでキセキします（エンターブレイン、著者：なまくら）
- 辺境暮らしの大賢者 魔王を倒したので弟子と共に隠居生活を過ごそうと思う（BKブックス、著者：戸津秋太）
- 包丁さんのうわさ オウマガトキの儀式（エンターブレイン、著者：城崎火也）
- 包丁さんのうわさ カワタレドキの儀式（エンターブレイン、著者：神波裕太）
- 包丁さんへるぷみぃ とある巫女の記録（エンターブレイン、著者：神波裕太）
- 魔王のJK冒険者育成計画! 〜お前をトップ冒険者にしてやろう〜（ファミ通文庫、著者：心裡）
- マグダラで眠れ（電撃文庫、著者：支倉凍砂）
- 昔滅びた魔王城で拾った犬は、実は伝説の魔獣でした 〜隠れ最強職《羊飼い》な貴族の三男坊、いずれ、百魔獣の王となる〜（Kラノベブックス、著者：あまうい白一）
- 淫らで緋色なノロイの女王（電撃文庫、著者：岩田洋季）
- 目覚めたら最強装備と宇宙船持ちだったので、一戸建て目指して傭兵として自由に生きたい（カドカワBOOKS、著者：リュート）
- 元勇者は静かに暮らしたい（ダッシュエックス文庫、著者：こうじ）
- MONUMENT あるいは自分自身の怪物（ダッシュエックス文庫、著者：滝川廉治）
- 龍刃機神と戦う姫巫女（HJ文庫、著者：若桜拓海）
- 流星生まれのスピカ（スーパーダッシュ文庫、著者：兎月竜之介）
- Let's パーティー!（GA文庫、著者：小金井ゴル）

### 参考書イラスト
- 東方彩技帖（玄光社MOOK、共著）
- 同人マンガ 一気に目をひくカバーデザイン（玄光社MOOK、共著）
- イラスト上達の秘訣 有名作家の構図テクニック（ソシム、共著）

### ゲーム
- ファンタジードロップ（辰巳電子工業、一部のキャラクターデザイン）
- 車なごコレクション（オートックワン、一部のキャラクターデザイン）

### その他
- 温泉むすめ（キャラクターデザイン（松之山棚美））
- アニソン系野外DJフェス『Re:animation 14 in Uenohara』（キービジュアル）
- 糺音イオ（バーチャルYoutuber、キャラクターデザイン）